# 2. Bundesliga Süd
La 2. Bundesliga Süd fue una de las ligas que conformaban la segunda división de fútbol de Alemania Federal desde 1974 a 1981 y era organizada por la Asociación Alemana de Fútbol.

## Historia
La liga fue creada en 1974 con el fin de reducir la cantidad de ligas de segunda categoría del país, pasando de cinco a dos, y la conformaban los equipos representantes de los estados de Sarre, Renania-Palatinado, Baviera, Hesse y Baden-Wurtemberg provenientes de las Regionalliga Sud y Regionalliga West, y funcionaba como contraparte de la 2. Bundesliga Nord compuesta por los equipos provenientes de la Regionalliga Nord, Regionalliga Berlin y Regionalliga West.
La liga la conformaron 13 equipos del sur y siete del suroeste en su primera temporada, esto por eltamaño de ambas regiones al ser la sur la más grande.
El campeón lograba el ascenso directo a la Bundesliga de Alemania, mientras que el segundo lugar jugaba un playoff con el segundo lugar de la liga norte para definir a un tercer ascendido.
La mayor parte de sus temporadas las jugó con 20 equipos exceptuenado la última que se jugó con 21, mientras que los últimos cuatro lugares de cada temporada descendían a las Amateurligas hasta que en 1978 renacieron las Oberligas como nueva tercera categoría.
Antes de 1978 las ligas regionales eran:
- Amateurliga Saarland
- Amateurliga Rheinland
- Amateurliga Südwest
- Amateurliga Württemberg
- Amateurliga Schwarzwald-Bodensee
- Amateurliga Nordbaden
- Amateurliga Südbaden
- Amateurliga Hessen
- Amateurliga Bayern

En este caso los vencedores de las ligas más grandes (Bayern y Hessen) lograban el ascenso directo a la 2. Bundesliga Süd, mientras que los demás jugaban un playoff para definir a los demás ascendidos. Después de 1978 estas ligas se fusionaron y fueron reemplazadas por las nuevas Oberligas:
- Oberliga Südwest
- Oberliga Baden-Württemberg
- Oberliga Hessen
- Oberliga Bayern

En 1981 ambas ligas de segunda división se fusionaron para dar origen a la 2. Bundesliga, con un grupo único de escala nacional compuesta por nueve equipos del sur, ocho del norte y los tres descendidos de la Bundesliga de Alemania.
Los equipos Stuttgarter Kickers, SV Waldhof Mannheim, SpVgg Fürth, SpVgg Bayreuth y FC Homburg jugaron todas las temporadas (siete) de la liga.

## Desaparición
Luego de la desaparición de la liga en 1981, nueve equipos fueron elegidos para jugar en la 2. Bundesliga según la clasificación de la temporada final de la liga, exceptuando al campeón que jugaría en la Bundesliga de Alemania, mientras que los restantes 10 descenderían de categoría.
Los admitidos en la 2. Bundesliga fueron:
- Kickers Offenbach (2º)
- Stuttgarter Kickers (3º)
- KSV Hessen Kassel (4º)
- SV Waldhof Mannheim (6º)
- SC Freiburg (7º)
- SpVgg Bayreuth (9º)
- Freiburger FC (10º)
- VfR Wormatia Worms (12º)
- SpVgg Fürth (14º)

De los nueve equipos solo uno era del suroeste, el VfR Wormatia Worms, el resto era del sur.
Los equipos descendidos pasaron a jugar en las siguientes ligas:
- A la Oberliga Bayern: ESV Ingolstadt, FC Augsburg
- A la Oberliga Hessen: VfR Bürstadt, FSV Frankfurt
- A la Oberliga Baden-Württemberg: SSV Ulm 1846, VfB Eppingen
- A la Oberliga Südwest: Eintracht Trier, FC Homburg, 1. FC Saarbrücken, Borussia Neunkirchen

La disminución de equipos de la segunda división afectó más a los equipos del Sarre, donde descendieron sus tres equipos más famosos, todos miembros de la Bundesliga en alguna etapa de su historia. Mientras que el FC Homburg y el 1. FC Saarbrücken recuperaron la categoría pronto, el Borussia Neunkirchen nunca regresó a segunda división, quedando como uno de los equipos habituales de la Oberliga Südwest.

## Ediciones anteriores
| Temporada | Campeón           | Subcampeón        |
| --------- | ----------------- | ----------------- |
| 1974–75   | Karlsruher SC     | FK Pirmasens      |
| 1975–76   | 1. FC Saarbrücken | 1. FC Nürnberg    |
| 1976–77   | VfB Stuttgart     | TSV 1860 Munich   |
| 1977–78   | SV Darmstadt 98   | 1. FC Nürnberg    |
| 1978–79   | TSV 1860 Munich   | SpVgg Bayreuth    |
| 1979–80   | 1. FC Nürnberg    | Karlsruher SC     |
| 1980–81   | SV Darmstadt 98   | Kickers Offenbach |

- Ascendidos en negrita.
- Fuente:[1]

## Playoff de Ascenso
| Temporada | Norte             | Sur                    | Resultados      |
| --------- | ----------------- | ---------------------- | --------------- |
| 1975      | FK Pirmasens      | Bayer Uerdingen        | 4-4 / 0-6       |
| 1976      | 1. FC Nürnberg    | Borussia Dortmund      | 0-1 / 2-3       |
| 1977      | TSV 1860 Munich   | Arminia Bielefeld      | 4-0 / 0-4 / 2-0 |
| 1978      | 1. FC Nürnberg    | RW Essen               | 1-0 / 2-2       |
| 1979      | SpVgg Bayreuth    | Bayer Uerdingen        | 1-1 / 1-2       |
| 1980      | Karlsruher SC     | RW Essen               | 5-1 / 1-3       |
| 1981      | Kickers Offenbach | Eintracht Braunschweig | 1-0 / 0-2       |

## Posiciones Finales
| Club                    | 1975 | 1976 | 1977 | 1978 | 1979 | 1980 | 1981 |
| ----------------------- | ---- | ---- | ---- | ---- | ---- | ---- | ---- |
| VfB Stuttgart           | B    | 11   | 1    | B    | B    | B    | B    |
| TSV 1860 Munich         | 5    | 4    | 2    | B    | 1    | B    | B    |
| 1. FC Nürnberg          | 6    | 2    | 5    | 2    | B    | 1    | B    |
| Karlsruher SC           | 1    | B    | B    | 7    | 5    | 2    | B    |
| SV Darmstadt 98         | 10   | 7    | 6    | 1    | B    | 4    | 1    |
| Kickers Offenbach       | B    | B    | 3    | 5    | 6    | 8    | 2    |
| Stuttgarter Kickers     | 16   | 16   | 10   | 10   | 9    | 3    | 3    |
| KSV Hessen Kassel       |      |      |      |      |      |      | 4    |
| SSV Ulm 1846            |      |      |      |      |      | 16   | 5    |
| SV Waldhof Mannheim     | 8    | 8    | 11   | 8    | 16   | 11   | 6    |
| SC Freiburg             |      |      |      |      | 15   | 6    | 7    |
| Eintracht Trier         |      |      | 17   | 12   | 10   | 15   | 8    |
| SpVgg Bayreuth          | 9    | 5    | 14   | 4    | 2    | 13   | 9    |
| Freiburger FC           |      |      |      | 13   | 13   | 9    | 10   |
| FC Homburg              | 14   | 3    | 4    | 3    | 7    | 12   | 11   |
| VfR Wormatia Worms      | 19   |      |      | 9    | 3    | 10   | 12   |
| VfR Bürstadt            |      |      |      | 18   |      | 14   | 13   |
| SpVgg Fürth             | 15   | 10   | 8    | 6    | 4    | 7    | 14   |
| FSV Frankfurt           |      | 13   | 7    | 15   | 12   | 18   | 15   |
| ESV Ingolstadt          |      |      |      |      |      | 17   | 16   |
| 1. FC Saarbrücken       | 7    | 1    | B    | B    | 8    | 5    | 17   |
| FC Augsburg             | 12   | 15   | 9    | 14   | 18   |      | 18   |
| Borussia Neunkirchen    | 18   |      |      |      | 20   |      | 19   |
| VfB Eppingen            |      |      |      |      |      |      | 20   |
| MTV Ingolstadt          |      |      |      |      | 11   | 19   |      |
| SV Röchling Völklingen  | 13   | 6    | 16   |      |      | 20   |      |
| FV Würzburg 04          |      |      | 13   | 11   | 14   | 21   |      |
| FC Hanau 93             |      |      |      |      | 17   |      |      |
| KSV Baunatal            |      |      | 15   | 16   | 19   |      |      |
| FC Bayern Hof           | 4    | 9    | 12   | 17   |      |      |      |
| Kickers Würzburg        |      |      |      | 19   |      |      |      |
| FK Pirmasens            | 2    | 14   | 18   | 20   |      |      |      |
| SSV Jahn Regensburg     |      | 17   | 19   |      |      |      |      |
| BSV Schwenningen        |      |      | 20   |      |      |      |      |
| FSV Mainz 05            | 11   | 12   |      |      |      |      |      |
| FC Schweinfurt 05       | 3    | 18   |      |      |      |      |      |
| Eintracht Bad Kreuznach |      | 19   |      |      |      |      |      |
| SSV Reutlingen          |      | 20   |      |      |      |      |      |
| VfR Heilbronn           | 17   |      |      |      |      |      |      |
| VfR Mannheim            | 20   |      |      |      |      |      |      |

- Fuentes:[2][3]

### Clave
| Símbolo | Significado                              |
| ------- | ---------------------------------------- |
| B       | Bundesliga                               |
| Lugar   | Liga                                     |
| Blanco  | Jugaba en una liga de categoría inferior |

## Goleadores
| Temporada | Nombre              | Club                | Goles |
| --------- | ------------------- | ------------------- | ----- |
| 1974–75   | Bernd Hoffmann      | Karlsruher SC       | 25    |
| 1975–76   | Karl-Heinz Granitza | Röchling Völklingen | 29    |
| 1976–77   | Lothar Emmerich     | Würzburger FV 04    | 29    |
| 1977–78   | Emanuel Günther     | Karlsruher SC       | 27    |
| 1978–79   | Eduard Kirschner    | SpVgg Fürth         | 33    |
| 1979–80   | Emanuel Günther     | Karlsruher SC       | 29    |
| 1980–81   | Horst Neumann       | SV Darmstadt 98     | 27    |

- Fuente:[4]